# 表現者 (雑誌)
『表現者』（ひょうげんしゃ、伊: Espressivo）は、日本の隔月刊の論壇誌である。2005年6月から2017年12月まで発行されていた。後継誌は『表現者クライテリオン』。

## 概要
顧問は西部邁。月刊誌『発言者』の後継誌としてイプシロン出版企画から2005年6月に創刊。偶数月の16日ごろ発売。「與論形成に寄与する真正保守総合誌」と銘打ち、「真正保守」思想を掲げていた。編集委員・顧問らによる座談会を多く組んでいた。2017年11月、西部が『表現者』の顧問を退き、執筆活動から引退。西部の執筆活動の実務を担当していた長女の西部智子も引退した。『表現者』は2018年1月号（第75号、2017年12月発売）をもって「第1期」を終了。2018年1月21日、『発言者』・『表現者』の創刊者・西部邁が自裁した。

## 後継誌『表現者クライテリオン』
2018年3月号（2018年2月発売）より「第2期」『表現者』として『表現者クライテリオン』（表現者criterion）に改題・新創刊（通巻の号数は『表現者』から継続）するとともに編集体制を変更。藤井聡内閣官房参与・京都大学大学院教授が新編集長に就任した。『表現者クライテリオン』創刊に合わせて2018年2月11日から同誌編集委員会（藤井・柴山桂太・浜崎洋介・川端祐一郎）よりメールマガジンの配信を開始。藤井・編集長は4月6日配信のメールマガジンで西部の死とその後の顛末に触れ、西部の生前の言動と死後発生した状況について違和感を表明、西部が残した言説と同誌がどのように対峙するかについて、同年4月9日配信分メールマガジンにおいて編集長としての考えを示した。『表現者クライテリオン』2018年5月号（2018年4月16日発売）は「特集　西部邁　永訣の歌」と題し、『発言者』・『表現者』執筆陣を中心に62名の論考を掲載、西部の写真や年譜等も収録し西部追悼号とした。

## 編集部
顧問
- 西部邁
- 佐伯啓思

編集委員
- 富岡幸一郎（代表）
- 前田雅之（4号から）
- 宮本光晴（13号から）
- 佐藤洋二郎（14号から）
- 西村幸祐（14号から）
- 杉原志啓
- 中島岳志
- 柴山桂太（30号から）

## 執筆者・連載
- 西部邁 - 憶い出の人々（1号~）、保守思想の辞典（1号~15号）
- 佐伯啓思
- 富岡幸一郎
- 黒鉄ヒロシ
- 柴山桂太
- 浜崎洋介
- 藤井聡
- 伊藤貫
- 施光恒
- 村上正泰
- 榊原英資 - 榊原英資の日本改造論
- 三浦小太郎 - 保守人権派宣言―国権と人権のはざまで
- 澤村修治 - 記憶の王国―暴れん坊と畸人の時代
- 東谷暁 - 通俗国民経済論（1号~）
- 原洋之介 - アジアとの交わりを顧みて（1号~）
- 前田雅之 - 古典学徒のやぶにらみ（3号~）
- 杉原志啓 - さあ、面白い歴史物語を読もう（10号~）
- 寺脇研 - 55歳、はじめて「アメリカ」を知る（14号~）
- 佐藤健志 - 一言一会
- 前田雅之 - 古典的思考II
- 井口時男 - 蓮田善明の戦争と文学
- 小浜逸郎 - 誤解された思想家たち
- クライン孝子 - 日vs独　情報戦略
- 中島岳志 - 私の保守思想
- 杉原志啓 - 明治の物語
- 富岡幸雄 - 税財政改革論

### 号変わり執筆
- 鳥兜（1号~/匿名コラム）
- 掌編小説（1号~13号）
- 時流の河底を透かし見れば（3号~/編集委員・顧問による持ち回り執筆）
- 書評（1号~/森川亮、黒宮一太、柴山桂太、古川雄嗣、佐藤一進、山本直人、などが主に執筆）

### 過去の連載
- 柳沢賢一郎 - 阿呆の見た近代文明（1号~6号／第一回タイトルは「経済遠望」）
- 佐藤洋二郎 - 「スタイル」をめぐって（1号~5号、7号~14号）
- 高澤秀次 - 吉本隆明論（1号~12号）
- 新保祐司 - シベリウス（1号~5号）、テレビを見るヒント（6号~11号）
- 中沢けい - 「道具と仕事と眼」（1号~5号、7号~9号、11号）
- 保阪正康 - 田中角栄論（1号~4号、6号~9号）
- （号変わり執筆） - 表現の現在（1号~6号）
- 植草一秀 - 日本経済の深層（7号~8号）
- 寺田博 - 時代小説の楽しみ（1号~28号）
- 宮本光晴 - 現代ビジネス文明批判（1号~）
- 安岡直 - 理性と現実（1号～14号、16号~）
- 城戸朱理 - 日本人の眼（1号~）
- 中野剛志 - 理論と実践の間（1号~）
- 兵頭二十八 - 近代未満の軍人たち（1号~）
- 新保祐司 - 終末時計の針の下に（12号~）
- 正津勉 - 詩人の死（1号~）
- 宮里立士 - 琉球文藝考（1号~）
- 小林雅一 - 新世界事象（2号~6号、8号~15号）
- 西村幸祐 - 幻の黄金時代（10号~）
- 石平 - 他者としての日本と中国（13号~）
- 新田一郎 - 閑窓相撲雑話（15号~）

### 執筆者間の内紛
中野剛志は藤井聡について次のように述べた。
- 「そう言えば、アーレントだ何だと哲学者ぶって大衆社会批判や全体主義批判をしながら、統計学的な手法を振り回している変な学者がいますが、おそらく彼は何も分かっていないのでしょう。もっとも、その人は、その統計ですらインチキして大衆を煽動しようとしているから、論外ですけれどね。［…］ちょび髭とか生やして、まなじり吊り上げて怒鳴っているような顔には気をつけましょう［…］最近だと、「◎◎である疑義が濃厚である」を連発する科学者ぶった偉そうな文章。見るたびに吐きそうになる。」[4]
- 「「ボクは自粛で山ほど嫌な思いをしています」とか駄々をこね、「自粛に賛成している者は社交を知らないガキ」だなどと書き連ねていた……。彼（藤井聡）の文章は、文体からして酷かった。前回の対談で話題になりましたが、やっぱり出るもんですね、文体に。」[5]
- 「残念ながら、信じてはいけない教授、指導を受けてはいけない教授もいることが、このコロナ禍で明らかになってしまいました。あれだけデタラメな言論を展開していれば、研究室の学生にもデタラメを教えているに決まっている。」[6]
- 「藤井氏の『表現者クライテリオン』には、個別の問題に関して意見が同じだったら、どんな低劣な言論人でも登場する。藤井氏は、消費税反対の徒党を組むため、あるいは緊急事態宣言反対の徒党を組むためだったら、誰とでも手を組み、利用しようとするのです。思想運動を「徒党」と言い、「朋有り遠方より来たる、亦た楽しからずや」を学問の「社交」と言うなら、徒党と社交は、全くの別物です。徒党を組みたがる連中は、社交を知らないガキですね（笑）。［…］世の中には、思想運動や学派という猿山のボス猿になりたいという野心をもっている大学教授や知識人がいるわけですよ。よく学生や助教に対して威張ったり、いたぶったり、怒鳴り散らしたりする大学教授がいますが、そういう手合いですね。そういう学者のクズは、「思想」ではなく、学界や言論界の「政治」をやっているのです。／そんな学者のクズを不運にも師匠として信じてしまった結果、その師匠に操られ、師匠に追従していくうちに、有望な学生の思想の芽が潰れてしまう。」[7]
- 「今回の新型コロナを巡っては、いろいろ奇妙な議論が出てきたのは事実ですが、あそこまで変な言論を展開したのは、彼（藤井聡）だけですよ。」[8]
- 「国民の不満につけ込み、うまい話をぶら下げ、数字を操作し、特定の敵を設定して執拗に攻撃し、メディアを多用して煽動し、自分の主張だけを一方的に押し通すが、論理的一貫性などおかまいなし。これは全体主義の典型的な手法で、かつて藤井氏は、橋下徹・元大阪市長が「大阪都構想」でそれをやっていると批判した。ところが、今回は、自分が「半自粛」でそれをやっている。越えてはならぬ一線をあっさり越えましたね、彼は。［…］吊り上がった眉と血走った目で「僕は、日本のために命をかけてるんですよぉ! 」などと怒鳴られると、それだけで「ああ、こいつがかけている命は、日本のためにはならんなあ」「正義を振りかざす自分に酔っているだけだなあ」と分かりますね。［…］相模原障碍者殺傷事件の加害者は、重度障碍者は生きる意味がないだの、抹殺するのが日本のためだのといった危険思想をもっていた。それと同種の危険思想を、［…］（藤井）氏は持っているのです。しかし、［…］（藤井）氏は、SNS上では、その危険思想を科学めかした理屈で隠しつつ、専門家会議や西浦先生を攻撃していました。」[9]
- 「藤井氏は去年の6月のある討論番組で「僕が間違っていたら、筆を折って人前に出ないようにしますよ」などと口走っていました。あの時点で、世界中の感染症や公衆衛生の専門家が苦戦している未知のウイルスについて、専門外なのに、そう断言してしまった。信じ難い傲慢さです。でも、そんな大見えを切ってしまったもんだから、その後、修正できなくなっている。これはもう救いようがないなと。［…］（藤井聡は）善人面しますね。怒って叫んでみせたり、ため息ついて悲しんでみせたりの三文芝居。［…］（藤井聡は）善人面しているうちに、本気で「俺は正義の味方だ」と自己陶酔に陥ったようにも見える。［…］第4波の緊急事態宣言の前後、大阪や東京で感染者数が増え続ける中で、藤井氏は、感染者数の「増加率」が減ったのを勝手に「収束」という言葉で定義して、「収束に向かっているから緊急事態宣言は必要なかった」とツイッターで主張していました。／しかし、言うのも馬鹿々々しいですが、増加率が減少しようが100%以下にならない限り、感染者数は増加しているわけですから、普通はそれを「収束」に向かっているとは言わない。特に大阪は医療崩壊しかかっていたんですから、少なくとも、対策を強化する必要がないなどという結論になるはずがない。［…］緊急事態宣言は不要と唱える藤井氏や宮沢孝幸氏は「目、口、鼻さえ触らなければ大丈夫」って言っていましたが、人間は日常生活の中で無意識に目、鼻、口を触るわけですから、絶対触るなと言われてもできません。そんな無理筋の提案をしておきながら、それが受け入れられないからって「大嫌い」って言われてもね。」[10]
- 「京都大学大学院教授の藤井聡氏はなんて言ったのか。昨年の6月に「もし僕が間違っていたら人前には出ません。筆を折ります」と言ったわけですよ。それで筆を折るのが嫌なもんだから、今は事実や論理をバキバキ折っているところです（笑）。［…］藤井氏は、2020年12月、「WeRise」という団体のイベントに参加し、講演で「コロナがあったら、飲んでもいい」などと発言しています。コロナって、ビールのコロナじゃないですよ。挙句の果てには、ギターをかき鳴らし、飛沫飛ばして「Oh,Yeah,Oh,Yeah」などと叫んでいるのです。ツイッターで流れて来たその動画を見た時は、言葉を失いました。／これは、さすがに限度を超えているでしょう。藤井氏が「Oh, Yeah, Oh, Yeah」と歌っていた頃、すでに大阪の医療機関は逼迫していました。そして、その後、大阪は、医療崩壊状態になったんですよ! 藤井氏とつるんでいる連中は、この「Oh,Yeah, Oh, Yeah」の動画を見ても平気なんですか?［…］あんな「Oh,Yeah」男に「MMT! 」とか言われると、MMTまでトンデモ扱いされてしまうから、迷惑です。［…］藤井氏は、ＭＭＴを唱えていたにもかかわらず、昨年7月、「財政政策が行われるとは思わない」と断じ、さらに感染症の専門家でもないのに「半自粛」を唱え、挙句の果てに、尾身先生と西浦先生を公開質問状で断罪するという挙にでた。［…］感染拡大を防ぐために、感染症の専門家や医師たちが必死に警鐘を鳴らしていたというのに、藤井氏は警鐘ではなくギターを鳴らして「Oh,Yeah, Oh, Yeah」とマスクもしないで叫んでいたわけです。それで感染が拡大して医療崩壊したら「病床増やせって、言っただろ」って、いったい何なんですか、この人は。［…］深刻そうな顔にチョビ髭つけて、大学教授か何かの肩書を振り回し、やたら「アウフヘーベン」とか哲学用語・外国語を口走ってもったいつけ、人前で葉巻を吸って見せたりする。権力者にはペコペコするのに、学生や飲食店の店員とかには威張り散らし、講演ではすぐに興奮して「僕は、そういう日本人にムカついているんですよ～! 」とか叫んで大演説。」[11]

## 刊行協力会
代表幹事
- 榊原英資

幹事
- 寺島実郎

## 別冊
- 『表現者』2005年12月号別冊として西部邁と宮崎学による共著『酒場の真剣話』が刊行された。
- 2018年11月には不定期の増刊号『別冊クライテリオン』が刊行された[12]。

## 版元

### 『表現者』
- 2008年4月16日発売第18号までイプシロン出版企画
- 2008年6月16日発売第19号から2014年4月16日発売第54号までジョルダン株式会社
- 2014年6月16日発売第55号からMXエンターテインメント株式会社（東京メトロポリタンテレビジョン子会社）

### 『表現者クライテリオン』
- 2018年6月16日発売第3号から啓文社書房[13]
- 2020年6月16日発売第13号および同年7月18日発売『別冊クライテリオン』からビジネス社[14]

## CM
東京メトロポリタンテレビジョンのトーク番組『西部邁ゼミナール』内で本誌のタイムCMが放送されていた（2018年1月20日まで）。